# La Scouine
 (septembre 2018).
Si vous disposez d'ouvrages ou d'articles de référence ou si vous connaissez des sites web de qualité traitant du thème abordé ici, merci de compléter l'article en donnant les références utiles à sa vérifiabilité et en les liant à la section « Notes et références ».
La Scouine est un roman québécois écrit par Albert Laberge, publié en 1918, et associé à la littérature du anti-terroir. Un texte hommage inspiré de l'œuvre de Laberge a été rédigé par l'auteur Gabriel Marcoux-Chabot et a été publié avec le même titre, La Scouine, aux éditions La Peuplade en 2018,. 
Le livre est décrit comme étant un « contre-pied brutal des romans du terroir édifiants, et catholico-aliénants » et comparé au roman La Terre d'Émile Zola. 
Ce roman marquant explore de manière intransigeante la vie difficile dans les campagnes québécoises au début du 20e siècle. L'œuvre est célébrée pour son style réaliste, son exploration des aspects les plus sombres de la nature humaine et son importance dans le canon de la littérature québécoise.

## Intrigue
La Scouine se concentre sur l'histoire de son personnage éponyme, surnommé ainsi en raison de sa laideur et de son caractère acariâtre. Le récit explore sa vie et son environnement, exposant la dureté et la cruauté de la vie à la campagne. Laberge décrit minutieusement les aspects sombres de la nature humaine, mettant en lumière la jalousie, la méchanceté et la misère qui imprègnent le quotidien de La Scouine et de ceux qui l'entourent.
L'intrigue se déroule au milieu du XIXe siècle, dans le Québec rural. Urgèle Deschamps, un paysan, et son épouse Maço sont déjà parents de trois enfants : Raclor, Télesphore et Charles, ces derniers étant respectivement surnommés Tifa et Charlot. Maço tombe enceinte et donne naissance à des jumelles, Caroline et Paulima, qui sera surnommée « La Scouine ». Paulima sera une enfant menteuse. Les années passent. Caroline se marie et meurt assez jeune. Raclor épouse Malvina, avec qui il s'entend mal. Charles devient infirme à la suite d'un accident. Télesphore se marie, mais le décès de son épouse le fait sombrer dans l'alcool. Paulima reste vieille fille et se répand en médisances. Urgèle, devenu invalide, meurt de vieillesse. Maço, Charles et Paulima vendent la terre ancestrale et vont demeurer au village où ils n'ont plus rien à faire.

## Style réaliste
L'un des éléments les plus notables de La Scouine est le style réaliste, voire naturaliste, d'Albert Laberge. L'auteur dépeint de manière crue et détaillée la réalité quotidienne des personnages, créant ainsi une atmosphère de désespoir et de désolation. Cette approche littéraire a contribué à donner au roman sa réputation d'œuvre audacieuse et provocante.

## Réception
À sa publication, La Scouine a suscité des réactions variées. Certains ont loué son réalisme brut et son exploration courageuse des aspects les plus sombres de la condition humaine, tandis que d'autres ont critiqué son pessimisme et sa crudité. Cependant, au fil du temps, le roman a acquis une place permanente dans la littérature québécoise.
Aujourd'hui, La Scouine est largement reconnu comme l'un des classiques de la littérature québécoise. Il est régulièrement étudié dans les programmes de littérature et continue d'être lu et apprécié pour sa représentation saisissante de la vie rurale au Québec d'autrefois.

## Adaptations
En février 1979, la compagnie de danse montréalaise Les Grands Ballets Canadiens propose un ballet inspiré du livre. La chorégraphie est de Fernand Nault sur une musique de Dominique Tremblay.